# 中村康隆
中村 康隆（なかむら こうりゅう、譽号:心譽、1906年4月28日 - 2008年5月8日）は、浄土宗の僧侶。知恩院門跡第86世浄土門主。僧階は大僧正。自坊は静岡県静岡市清水区の実相寺。

## 略歴
- 1906年（明治39年） - 静岡県に生まれる。
- 1975年（昭和50年）～1978年（昭和53年） - 大正大学学長。
- 1982年（昭和57年）～1993年（平成5年） - 増上寺法主。
- 1993年（平成5年） - 浄土門主、知恩院第86世門跡に就任。
- 1994年（平成6年） - 全日本仏教会会長。
- 2007年（平成19年） - 高齢・健康上の理由から浄土門主知恩院門跡を退任し、名誉門主となる。後任は坪井俊映
- 2008年（平成20年） - 自坊にて遷化。法名は「弌蓮社大僧正心誉上人念阿浄業康隆大和尚」

## 著作

### 単著
- 『宗教学小論集―天の饗宴と地上の饗宴―』国書刊行会、1978年

### 編著
- 『仏教民俗の領域』国書刊行会、1978年

### 論文
- CiNii>中村康隆
- INBUDS>中村康隆